# Carmen Balesteros
Carmen Dolores Pirra Balesteros Martins (Evoramonte, 1961 – Évora, 29 de abril de 2013) foi uma arqueóloga e historiadora portuguesa especialista em Estudos Judaicos.

## Carreira
Balesteros foi especialista em Estudos Judaicos, particularmente na área da localização das comunidades sefarditas em Portugal e raia de Espanha, tendo publicado diferentes estudos sobre esta matéria em livros e revistas. Em Elvas, Balesteros contribuiu para a fundação da Casa da História Judaica e para o estudo da comunidade judaica deste município.
Balesteros leccionou na Universidade de Évora e na Escola Secundária Gabriel Pereira da mesma cidade.
Entre 1998-2001 e 2002-2005 exerceu dois mandatos como deputada à Assembleia Municipal de Évora eleita pela CDU.

## Trabalhos publicados
- Do messianismo veterotestamentário às correntes messiânicas da era cristão: elementos para o seu estudo, Dissertação de Mestrado em História das Civilizações Pré-clássicas apresentada à Faculdade de Ciências Sociais e Humanas da Universidade Nova de Lisboa, Lisboa, s. n., 1995.
- «A Sinagoga Medieval de Évora (elementos para o seu estudo)», A Cidade de Évora. Boletim de Cultura da Câmara Municipal, II Série, n.º 1., Évora, 1994-1995, pp. 179-211.
- «Marcas de simbologia religiosa judaica e cristã - para um levantamento prévio em povoações da raia portuguesa e espanhola (I)», Ibn Maruán, Revista Cultural do Concelho de Marvão, n.º 6, Lisboa, Edição da Câmara Municipal de Marvão - Edições Colibri, 1996, pp. 139-152.
- «Marcas de simbologia religiosa judaica e cristã em ombreiras de porta – III – Novos elementos», Ibn Maruán, Revista Cultural do Concelho de Marvão, n.º 7, Lisboa, Edição da Câmara Municipal de Marvão - Edições Colibri, 1997, pp. 165-182.
- «Perseguições aos judeus espanhóis por meio de três Kinot ou Lamentações Judaicas», Ibn Maruán, Revista Cultural do Concelho de Marvão, n.º 8, Lisboa, Edição da Câmara Municipal de Marvão - Edições Colibri, 1998, pp. 251-268.
- Participação no documentário "Caminhos da Memória - a Trajetória dos judeus em Portugal" de Elaine Eiger e Luize Valente - Fototema / 2002

### Em co-autoria
- ...; João António Gordo, Regresso aos Municípios, Castelo de Vide, Câmara Municipal, 1987.
- ...; Jorge de Oliveira, Levantamento arqueológico da Barragem da Apertadura Aramenha – Marvão, Marvão, Câmara Municipal, 1989.
- ...; Jorge de Oliveira, «A Judiaria e a Sinagoga de Castelo de Vide», Ibn Maruán, Revista Cultural do Concelho de Marvão, n.º 3, Portalegre, Edição da Câmara Municipal de Marvão - Tipografia Guedelha, 1993, pp. 123-152.
- ...; Jorge de Oliveira, «A Sinagoga de Valência de Alcântara – Cáceres (elementos para o seu estudo)», Ibn Maruán, Revista Cultural do Concelho de Marvão, n.º 4, Vila Viçosa, Edição da Câmara Municipal de Marvão - Gráfica Calipolense, 1994, pp. 115-139.
- ...; Jorge de Oliveira, «Muros religiosos de Castelo de Vide», Ibn Maruán, Revista Cultural do Concelho de Marvão, n.º 5, Vila Viçosa, Edição da Câmara Municipal de Marvão - Gráfica Calipolense, 1995, pp. 97-108.
- ...; Jorge de Oliveira; Panagiotis Sarantopoulos, Antas-capelas e capelas junto a antas no território português, 1.ª ed., Lisboa, Ed. Colibri, 1997. (ISBN 972-8288-73-5).
- ...; Margarida Ribeiro (1999-2000), «Marcas de cristianização nos núcleos urbanos antigos de Alpalhão e Valência de Alcântara (Cáceres)», Ibn Maruán, Revista Cultural do Concelho de Marvão, n.º 9/10, Lisboa, Edição da Câmara Municipal de Marvão - Edições Colibri, 1999-2000, pp. 391-418.
- ...; Carla Sofia Santos, Carla Alexandra Santos, «Marcas de Simbologia Religiosa Judaica e Cristã ou Cristã-Nova nos Núcleos Urbanos Antigos de Estremoz e de Trancoso», 3.º Congresso de Arqueologia Peninsular - Actas, Vila Real, Set. 1999, Coord. geral de Vítor Oliveira Jorge, vol. 8, "Terrenos" da Arqueologia da Península Ibérica, Porto, ADECAP, 2000, pp. 207-228.

## Reconhecimentos
Em 2021, o município de Évora atribuiu o seu nome a uma rua do concelho.